# Impromptu (pel·lícula)
Impromptu és una coproducció britànico-francesa de 1991, dirigida per James Lapine. És protagonitzada per Judy Davis i Hugh Grant en els papers principals de George Sand i Frèdèric Chopin. La pel·lícula es rodà principalment en el Chateau des Briottières (Champigné, a prop d'Angers, a la Vall del Loira).

## Repartiment
- Judy Davis - George Sand (Aurora)
- Hugh Grant - Frédéric Chopin
- Mandy Patinkin - Alfred de Musset
- Bernadette Peters - Marie d'Agoult
- Julian Sands - Franz Liszt
- Ralph Brown - Eugène Delacroix
- Georges Corraface - Felicien Mallefille
- Emma Thompson - Duquesa D'Antan
- Anton Rodgers – Duque D'Antan
- Anna Massey – Mare de George Sand
- David Birkin - Maurice
- Nimer Rashed - Didier
- Fiona Vincente - Solange
- John Savident - Buloz
- Lucy Speed – Aurora de jove

## Premis
- Premi Premis Independent Spirit de 1992: a la millor actriu principal (Judy Davis)

Nominacions
- Premi Independent Spirit Award 1992: a la millor actriu secundària (Emma Thompson)